# Stefan Brockhoff
Stefan Brockhoff es el seudónimo empleado de forma colectiva por tres autores alemanes para escribir varias novelas de detectives:
- Dieter Cunz (1910–1969)
- Richard Plant (1910–1998)
- Oskar Seidlin (1911–1984)

Todos ellos con determinadas características comunes: nacieron en Alemania en o hacia la segunda década del siglo XX; se convirtieron en refugiados a causa del nazismo; y todos ellos terminaron viviendo en los Estados Unidos. Además, para cada uno de ellos, la escritura de novelas de detectives era una vocación de juventud, aunque sus principales intereses y actividades posteriores fueron distintos.